# 步兵坦克
步兵坦克（英語：Infantry tank），是戰間期至二戰間，發源自英國與法國的戰車設計類型。同字面意思，步兵坦克是以支援步兵作戰為目標所設計坦克，速度通常也與步兵差不多，且擁有厚實的裝甲。在二戰初期，法軍此類戰車因裝甲之厚而令德軍難以對付，但由於作戰協調不佳和緩慢的速度，常遭德軍以地面與空中的聯合兵力消滅。
戰後，受到「通用坦克」設計理念壓迫，步兵坦克逐漸遭現代主戰坦克取代；而步兵戰鬥車取代步兵坦克運送步兵的功能。

## 代表性的步兵坦克
英国：
- A11
- A12
- 瓦倫丁
- 邱吉爾

 法國：
- H35
- 雷諾R35
- FCM 36